# زينب السجيني
زينب السجيني (10 فبراير 1930 -) هي فنانة تشكيلية مصرية.

## حياتها ونشأتها
ولدت زينب أحمد رأفت السجيني في القاهرة عام 1930. عاشت زينب الأيام الأولي من طفولتها في حي الظاهر كما عاشت أيضًا في عدد من أحياء مصر القديمة مثل حي الحسين والجمالية والأزهر والنحاسين.

## تعليمها
حصلت زينب علي بكاريوس في الفنون الجميلة قسم الفنون الزخرفية جامعة حلوان عام 1956. وبالإضافة إلي ذلك تخرجت زينب من المعهد العالي للتربية الفنية عام 1957. وحصلت علي شهادة الدكتوراة في فلسفة التربية الفنية عام 1978.

## حياتها المهنية
تولت زينب منصب رئيس قسم التصميمات بكلية التربية الفنية جامعة حلوان . وتولت أيضًا منصب أستاذ متفرغ بقسم التصميمات بكلية التربية الفنية جامعة حلوان.

## أنشطتها الفنية
أقامت زينب معارض خاصة في القاهرة والأسكندرية ولبنان ويوغوسلافيا منذ 1956 منها : 
1. معرض في آتيليه الإسكندرية 1961.
2. معرض في متحف الفن المصري الحديث 1960، 1963.
3. معرض في آتيليه القاهرة 1973.
4. معرض بقاعة العرض بكلية التربية الفنية 1972 ، 1978 .
5. معرض بمنزل مدام أنيتا بالقاهرة 1979.
6. معرض بقاعة إكسترا بالزمالك 1994.
7. معرض بقاعة ( خان المغربي ) ديسمبر 1997.
8. معرض بالاكاديمية المصرية بروما 2001 .
9. معرض بقاعة الزمالك للفن 2002 ، 2004 ، 2006 .
10. معرض بقاعة الزمالك للفن 2007 .
11. معرض بقاعة الزمالك للفن 2009 .
12. معرض بقاعة الزمالك للفن ديسمبر 2011 .

وشاركت زينب أيضًا في العديد من المعارض العامة الجماعية والمعارض القومية منذ عام 1957 . 
1. المعرض القومى للفنون التشكيلية الدورة (26) 1999 .
2. معرض إبداعات المرأة المصرية المعاصرة .
3. شاركت في اليوبيل الخمسينى لكلية التربية الفنية .
4. معرض الخريف للقطع الصغيرة 1999 .
5. المعرض القومى للفنون التشكيلية الدورة (27) عام 2001 .
6. مهرجان إبداعات المرأة المصرية في الفنون المعاصرة بمركز الجزيرة للفنون 2004 .
7. معرض ( الفن والعطاء ) بنادى روتارى العروبة 2007 .
8. معرض ( فنانات مصريات ) بقصر الأمير طاز أبريل 2008 .
9. مهرجان الإبداع التشكيلى الثاني (صالون مصر الدورة الثانية) 2008 .
10. مهرجان الإبداع التشكيلى الثالث ( المعرض العام الدورة الثانية والثلاثون ) 2009 .
11. معرض بقاعة الزمالك للفن نوفمبر 2010 .
12. معرض ( مصر الام ) بقاعة الزمالك للفن بالزمالك مارس 2011 .
13. المعرض العام للفنون التشكيلية الدورة ( 34 ) 2012 .

## طبيعة أعمالها
حرصت زينب علي أن تكون المرأة هي محور أعمالها حيث إنها تناولت في لوحاتها موضوعات خاصة بالأمومة والطفولة .فليس هناك لوحة إلا وكانت المرأة جزءًا منها. أرادت زينب عن تعبر عن المرأة، ذلك الطير الذي يحلق وحده في مجتمع لا يهتم به أحد. أرادت زينب أن تعطي المرأة مساحة كبيرة من أعمالها. فهي جعلت كل من يري لوحاتها يتسائل لماذا كل هذا الاهتمام بالمرأة؟ ولكن زينب وحدها تعلم إجابة هذا السؤال. وعلق الناقد صلاح بيطار حول ما رأه من أعمال فنية للفنانة زينب السجيني في المعرض الذي أفتتحه الدكتور حمدى أبو المعاطي نقيب التشكيليين بقاعة الزمالك للفن بإنه«أعمال الفنانة عالم شديد الخصوصية يفيض بالمشاعر والأحاسيس. مشاعر الأمومة التي تنساب كموج النيل وتتوج في نبل وصفاء بلغة تشكيلية جديدة تتميز بالبراءة التعبيرية وبساطة الفطرة وبلاغة التشكيل وعمق التعبير وهي دائمًا ما تبحث عن أيقونة في أعمالها. لأن كل عصر له سحره وبريقه الخاص وله سماته وجمالياته».